# Maureen Caird
Maureen Caird (Cumberland, 29 settembre 1951) è un'ex ostacolista australiana, campionessa olimpica degli 80 metri ostacoli a Città del Messico 1968.

## Biografia
Maureen Caird inizia a praticare atletica da ragazzina, allenata da June Maston, ex allenatrice della quattro volte campionessa olimpica Betty Cuthbert. Prende parte a diversi eventi, ma dimostra un talento particolare per gli 80 metri ostacoli. Nel 1967 è campionessa australiana juniores sia negli 80 m hs che nel pentathlon.
Nel 1968 difende il titolo juniores negli ostacoli e conquista quello del salto in lungo. Caird partecipa anche ai campionati seniores, arrivando seconda sia negli 80 che nei 100 m ostacoli dietro a Pam Kilborn, allora considerata la migliore ostacolista al mondo. Con questi risultati ottiene anche la qualificazione olimpica.
Ai Giochi olimpici di Città del Messico è la più giovane atleta della delegazione australiana e vincendo l'oro diviene in quel momento la più giovane campionessa olimpica individuale di sempre. Il titolo degli 80 m hs lo conquista al termine di una gara disputatasi sulla pista bagnata, precedendo la sua rivale e connazionale Pam Kilborn, con il nuovo record olimpico di 10"39.
Nel 1970 prende parte ai Giochi del Commonwealth ed è argento nella nuova distanza dei 100 m hs dietro alla Kilborn, nonostante soffra di mononucleosi infettiva. Nel 1972 ai Giochi di Monaco di Baviera prova a difendere il titolo olimpico ma non riesce a superare le batterie di qualificazione.
Nel corso dello stesso anno decide di ritirarsi a causa di dolori di stomaco che le vengono diagnosticati come cancro.

## Palmarès
| Anno | Manifestazione          | Sede              | Evento   | Risultato | Prestazione | Note            |
| ---- | ----------------------- | ----------------- | -------- | --------- | ----------- | --------------- |
| 1968 | Giochi olimpici         | Città del Messico | 80 m hs  | Oro       | 10"3        | Record olimpico |
| 1970 | Giochi del Commonwealth | Edimburgo         | 100 m hs | Argento   | 13"73       |                 |
| 1972 | Giochi olimpici         | Monaco            | 100 m hs | Batteria  | 13"63       |                 |
| 1972 | Giochi olimpici         | Monaco            | 4×100 m  | 6ª        | 43"61       |                 |